# Giocondo Pillonetto
Giocondo Pillonetto (Sernaglia della Battaglia, 8 gennaio 1910 – Soligo, 30 ottobre 1981) è stato un poeta italiano.

## Biografia

### Infanzia e giovinezza
La vicenda di Giocondo Pillonetto ha come epicentro la piccola località natale di Sernaglia della Battaglia, in provincia di Treviso, più precisamente nel Quartier del Piave. Terzogenito dei cinque figli di Angelo, farmacista del paese, e Pierina Bianchi, ebbe una fanciullezza segnata dal trauma della perdita della madre, morta nel 1913 a soli 33 anni: il ricordo sfumato che gli rimane di Pierina, lo accompagnerà per tutta la vita, come testimoniano le copiose notazioni nei suoi diari e taccuini o la rievocazione nelle liriche, come nei versi di Riposo (1935):
è andata distrutta.
Mia madre

non l'ho conosciuta.
Era non era.
Luce di stella estinta

in me stesso riposo

come su cenere arpa:

ormai tranquillo

come terra spenta.»
Giocondo piccolissimo andò a balia a Follina, in casa dei nonni materni: questo luogo gli resterà per sempre nel cuore, tanto che vorrà sposarsi e battezzare la figlia nell'abbazia di Follina. Qui si collocano anche le memorie degli anni della Grande Guerra, quando il padre fu arruolato a Brescia e Giocondo rimase presso i nonni, la cui casa divenne sede del comando austriaco.
A causa della durezza degli austriaci – come si legge nei diari giovanili – decise di mettere a repentaglio la propria vita e attuò un atto di sabotaggio ai danni del nemico, rompendo i fili del telegrafo: un gesto che evidenziava già in età puerile il suo carattere ribelle, come quando prese la pistola del nonno ferendosi una mano mentre la puliva, fatto che comportò la decisione dei familiari di mandarlo in un collegio a Modena.

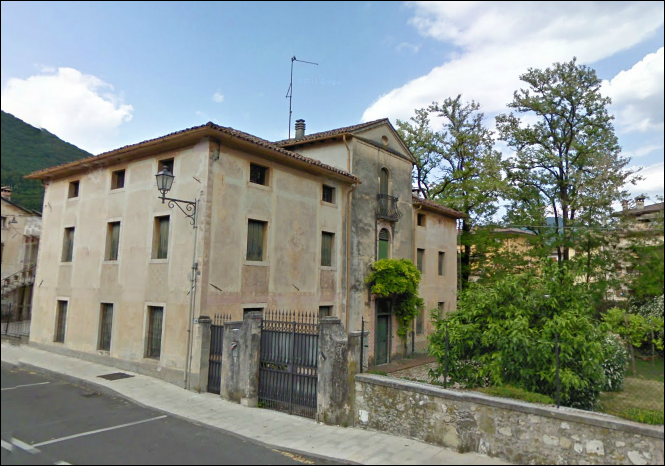
Casa dell'infanzia di Giocondo Pillonetto

Successivamente, fu avviato agli studi liceali: frequentò dapprima il Liceo ginnasio statale Antonio Canova di Treviso, dove ebbe già modo di farsi apprezzare come poeta neofita dal preside, il letterato Augusto Serena; poi, rimandato in diverse materie, si iscrisse per l'ultimo anno al Liceo Foscarini di Venezia dove conseguì la maturità classica. In questi anni, fortemente colpito dalla lettura di Gabriele D'Annunzio e dalle imprese militari del Vate, di Francesco De Pinedo e di Umberto Nobile, Pillonetto formula una propria idea di superuomo e, come molti ragazzi di allora, subisce il fascino del giovane Mussolini..
Gli anni del liceo sono anche quelli delle prime grandi amicizie e dei primi innamoramenti, nonché delle prime significative esperienze di scrittura: nel 1928 è letteralmente rapito delle notizie relative alla leggendaria impresa di Umberto Nobile e scrive una lunga canzone dal titolo La leggenda del Polo; inviatala al direttore del "Gazzettino di Venezia" Gianpietro Talamini, ne riceve una lettera di apprezzamento e la proposta di una possibile pubblicazione, che poi non avverrà. La sua attività di poeta, arricchitasi negli anni trenta della stesura di un dramma sperimentale intitolato Masciacca, prosegue alacremente nel privato delle sue giornate, condivisa tutt'al più coi pochi amici più stretti: tra questi vi è un giovanissimo Andrea Zanzotto, che ricorda di avere intrattenuto con Pillonetto «lunghissime, accidentate, entusiastiche conversazioni letterarie [...] da fratello maggiore, se non da maestro»..

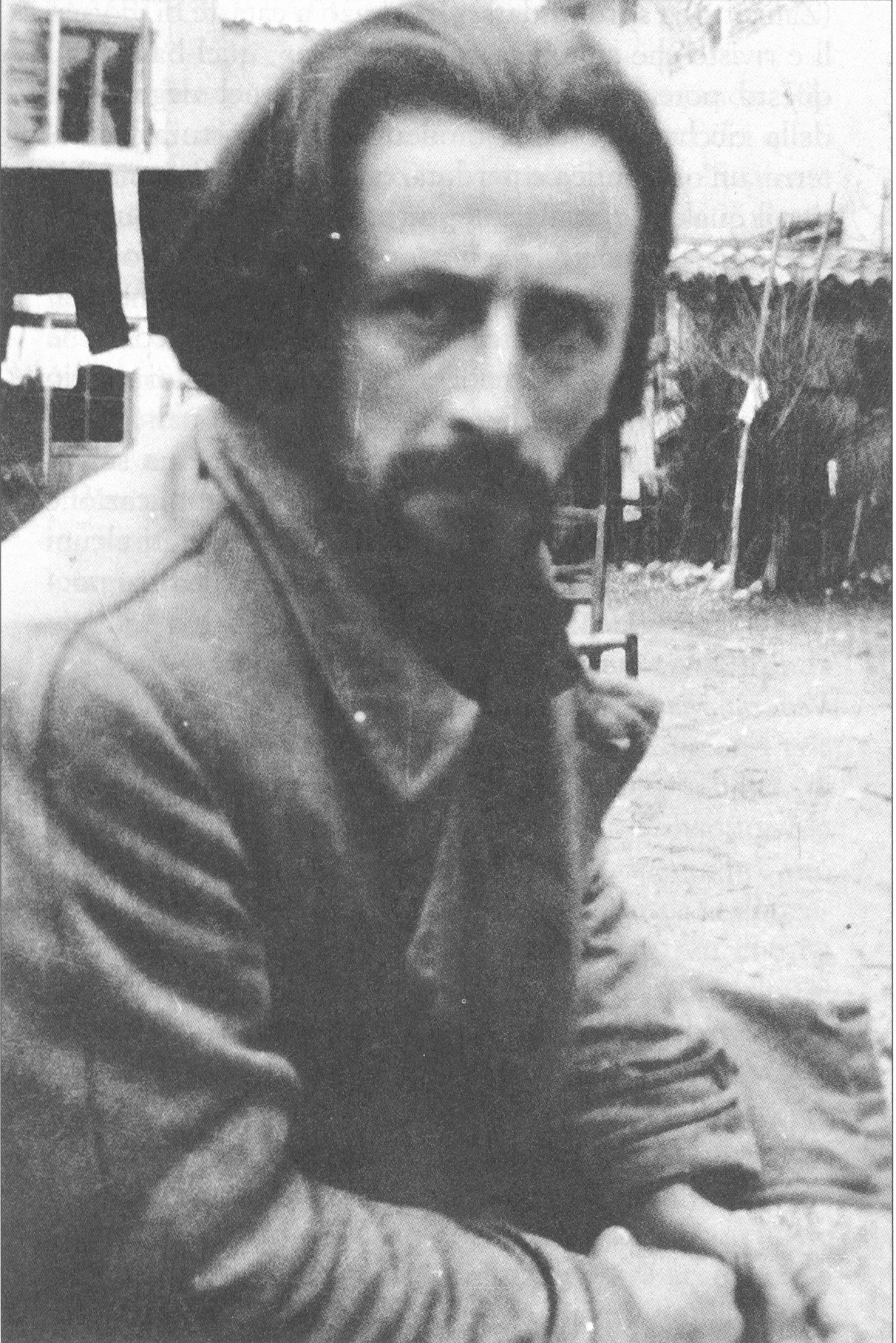
Giocondo Pillonetto da giovane

Inizialmente avviato dal padre a proseguire la propria attività di farmacista, Giocondo vi rinunciò, interessato piuttosto all'attività letteraria. Nel frattempo prestò servizio militare a Como e a Spoleto. Durante la permanenza in Umbria approfittò per visitare tutti i luoghi dove visse e operò San Francesco d'Assisi. Questa esperienza fu per lui di fondamentale importanza, facendo volgere il suo pensiero verso posizioni pacifiste (nei diari di questi anni annoterà con forza: «sono antimilitarista»); avrebbe poi testimoniato il segno lasciatogli da questa esperienza nella lirica A frate Francesco (riveduta più volte tra 1952 e 1975):
della fronda d'amore il più bel fiore

disvelata virtù d'ogni creatura

frate Francesco che accogliesti Santo

come santa creatura anche la morte

noi coglieremo sulle tue montagne

bacche e ginepri per le nostre sere

e baceremo le tue pietre bianche [...].»
Tra anni trenta e quaranta, la figura di Pillonetto assumeva dei tratti bohémien, dal look eccentrico: le sue fogge bizzarre e i suoi improvvisi estri spesso non erano capiti e apprezzati dai compaesani. Portava, infatti, una mantella nera e la barba lunga, tanto che qualche amico lo soprannominò Negus perché aveva una certa somiglianza con l'imperatore Hailé Selassié d'Etiopia.
«Negli anni della guerra, 1939-1945, – scrive Mario Rigoni Stern – c'è il suo silenzio. Dopo quanto aveva detto, cosa poteva dire un poeta paesano come lui? Occorre giungere al 1948 per risentire ancora la sua voce: il rumore dei cannoni e i fuochi delle città che crollavano sotto i bombardamenti, i lamenti dei morenti sui campi di battaglia e per fame nei Lager, non potevano farci sentire la sua voce purissima, che non era rullo di tamburo o squillo di fanfara, ma un sussurrare, uno stornire di fili d'erba per orecchi sensibili a percepire"».

### Gli anni del dopoguerra

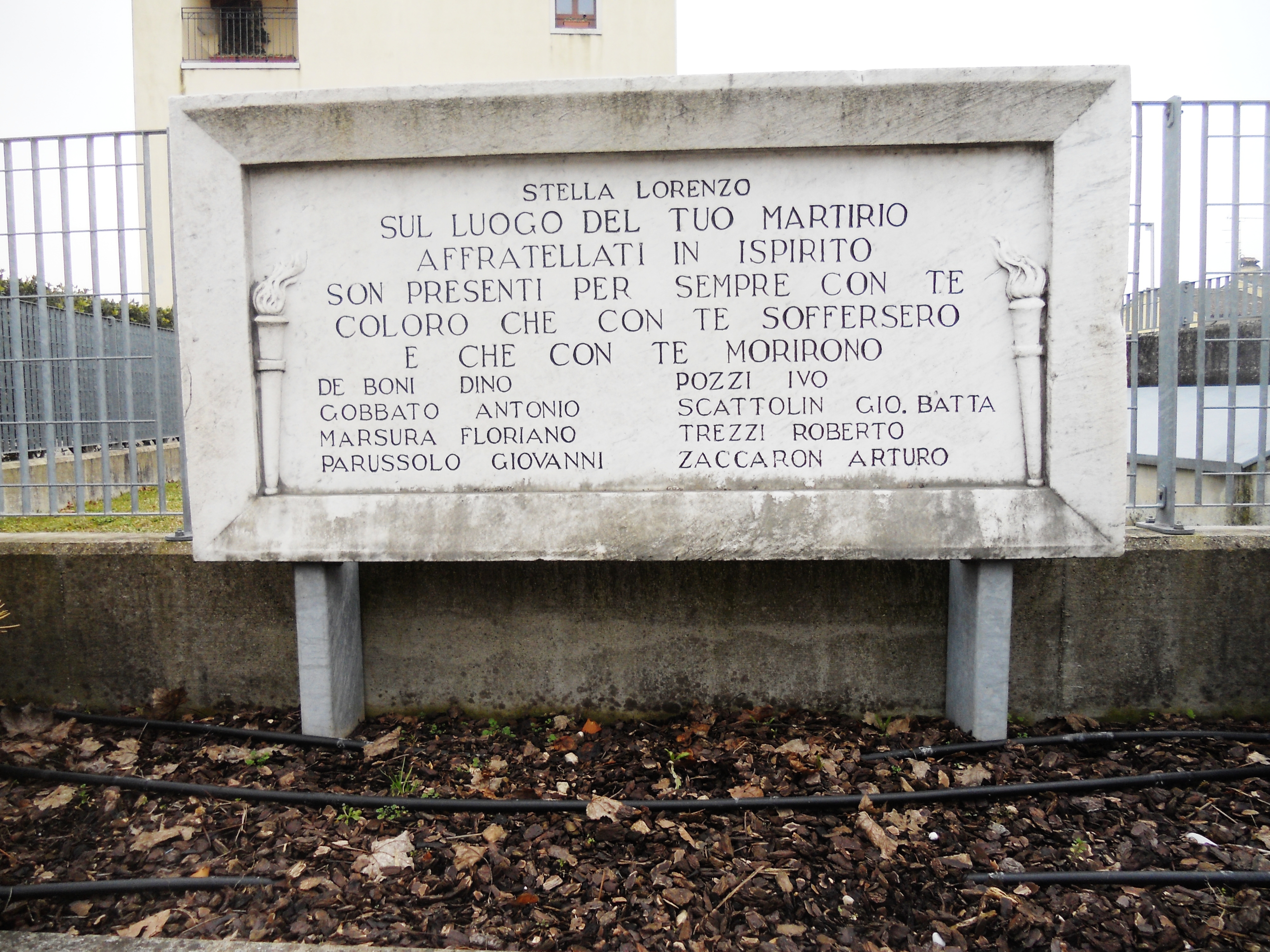
Lapide in onore dei partigiani caduti, con incise parole dettate da Pillonetto

Nel luglio del 1945 venne eletto sindaco di Sernaglia: promosse eventi culturali, civili e sociali, ispirandosi ai principi del "Movimento Comunità" fondato da Adriano Olivetti. Organizzò numerosi viaggi per raccogliere provviste, con un camion residuato di guerra, messo a disposizione dal Comitato di Liberazione Nazionale: con Pillonetto partivano, tra gli altri, lo scultore Carlo Conte e il poeta Andrea Zanzotto, coi quali raggiungeva la casa di Alfonso Gatto a Milano.

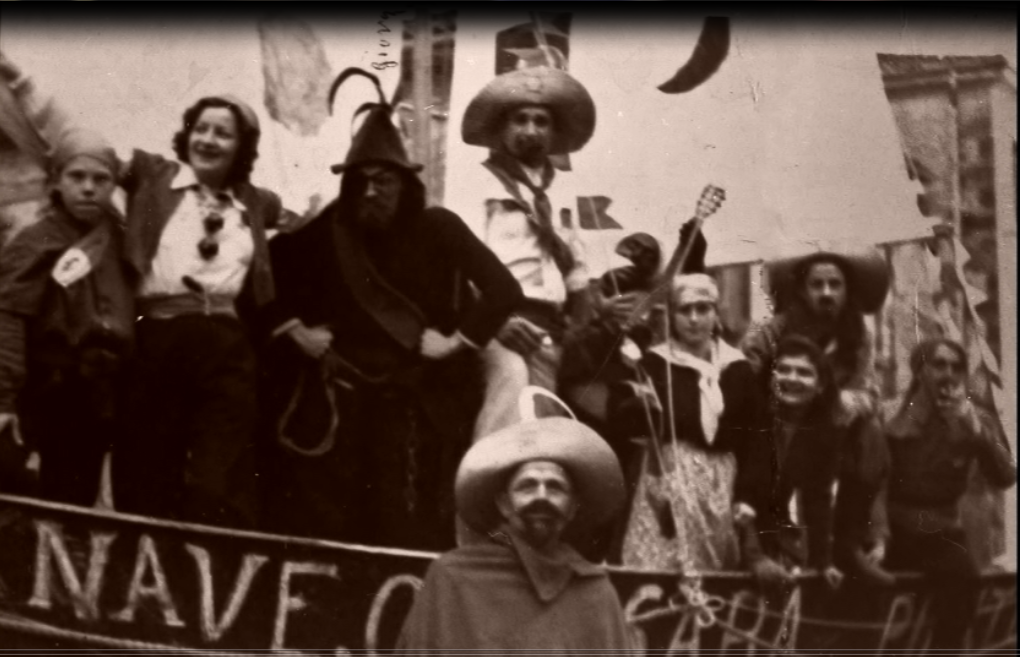
Giocondo Pillonetto organizza la prima sfilata di carri mascherati

Durante questo periodo, promosse la formazione delle prime associazioni di emigranti sernagliesi. Contestualmente, introdusse per la festa del patrono, san Valentino, la prima sfilata di carri mascherati allo scopo di creare un momento di riconciliazione e di eliminare gli odi sorti tra la gente durante il periodo bellico. Per l'occasione fece allestire una barca lasciata dai nazisti, facendone una "nave corsara" e istituì una giuria, tra i cui componenti chiamò personalità come Giovanni Comisso, Andrea Zanzotto, Diego Valeri, Toti Dal Monte e molti altri..

### L'attività di oste e gli ultimi anni

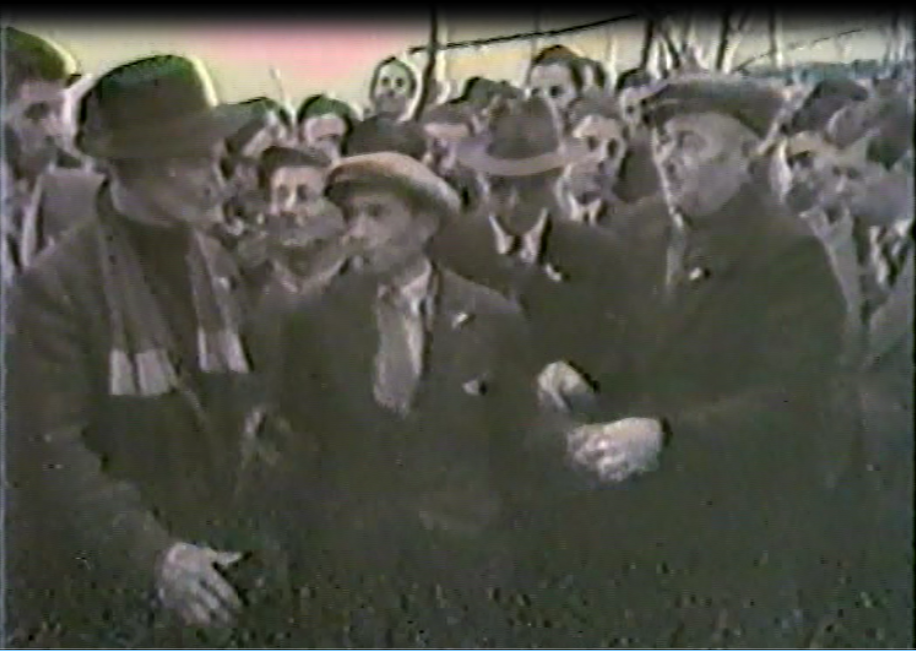
Consegna delle chiavi a Tile

Finita la breve esperienza di primo cittadino, dal cui ruolo si dimise dopo sedici mesi dall'elezione, il 9 novembre 1946, andò in cerca di un'occupazione, ma a causa della crisi economica del dopoguerra fu costretto ad accettare lavori d'occasione, talvolta distante da Sernaglia. Nel 1947 conobbe Delfina Biz, una ragazza che, durante la guerra, aveva lavorato in un'osteria: se ne innamorò e il 9 novembre 1949 la sposò. Dal loro matrimonio nacque una figlia che chiamò Silmava, un nome da lui stesso inventato per un personaggio del proprio dramma Masciacca. L'8 aprile del 1948 riuscì a comprare la licenza per aprire un'osteria, nei locali che erano stati della farmacia paterna, in centro a Sernaglia. Così Giocondo poté continuare a vivere in mezzo alla sua gente vivendone ansie e speranze: insieme ad alcuni emigranti fu, ad esempio, promotore di una raccolta di fondi per costruire una casetta per Tile, un uomo mite ma con problemi psichici, che viveva di stenti; la casa fu consegnata a Tile per il Natale del 1954.
Nel frattempo Pillonetto proseguiva, da «poeta segreto», come lo avrebbe definito Mario Rigoni Stern in un racconto, la propria attività letteraria: non riuscì mai a pubblicare in vita le sue opere. Morì all'ospedale di Soligo il 30 ottobre 1981 mentre stava approntando una prima edizione della propria raccolta poetica di una vita, Penultima fiaba, in seguito a una breve malattia.

### La fortuna postuma

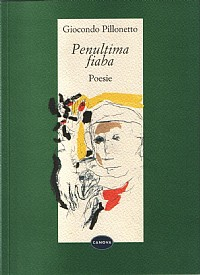
La copertina della riedizione Canova di Penultima Fiaba

La raccolta Penultima fiaba venne pubblicata postuma per le Nuovedizioni Vallecchi, a Firenze, nel 1983 su interesse della figlia e di amici quali Andrea Zanzotto, che ne scrisse la prefazione; una nuova edizione del libro, ampliata e arricchita di numerosi contributi critici, sarebbe uscita nel 2002 per le Edizioni Canova. Nel 1992 gli venne intitolata la biblioteca comunale di Sernaglia della Battaglia.
Numerosi furono i riscontri critici di noti letterati, a margine della prima uscita del libro, poi raccolti come appendice alla riedizione Canova. Di seguito alcuni stralci significativi dagli interventi dello scritto Rigoni Stern e dei poeti Bandini e Zanzotto:
Le sue poesie sono terse e compatte, di una concisione che non sfiora mai l'oscurità ermetica, alle cui sollecitazioni Pillonetto non resta però del tutto indifferente perché riesce a far proprie, in un mondo di piccoli eventi, di varietà stagionali, passate al filtro della meditazione, alcune punte analogiche dell'Ermetismo. La sua lirica punta a ristabilire un'indispensabile unità fra l'io e la natura ed è come se in questa unità il poeta cercasse riparo dai mali dell'uomo. Leggendo le sue liriche si ha l'impressione che lui sia lì a farci compagnia, sembra di conoscerlo da sempre, di aver provato le sue emozioni e di aver analizzato con lui i sentimenti, i pensieri, gli anni, il paesaggio. "È come un compagno di strada incontrato in tempo di ritirata, che insieme con pochi altri resta di retroguardia per contrastare il passo alla banalità e all'indifferenza per non essere tra gli sbandati e i disertori della vita"»
(Mario Rigoni Stern)
(Fernando Bandini)

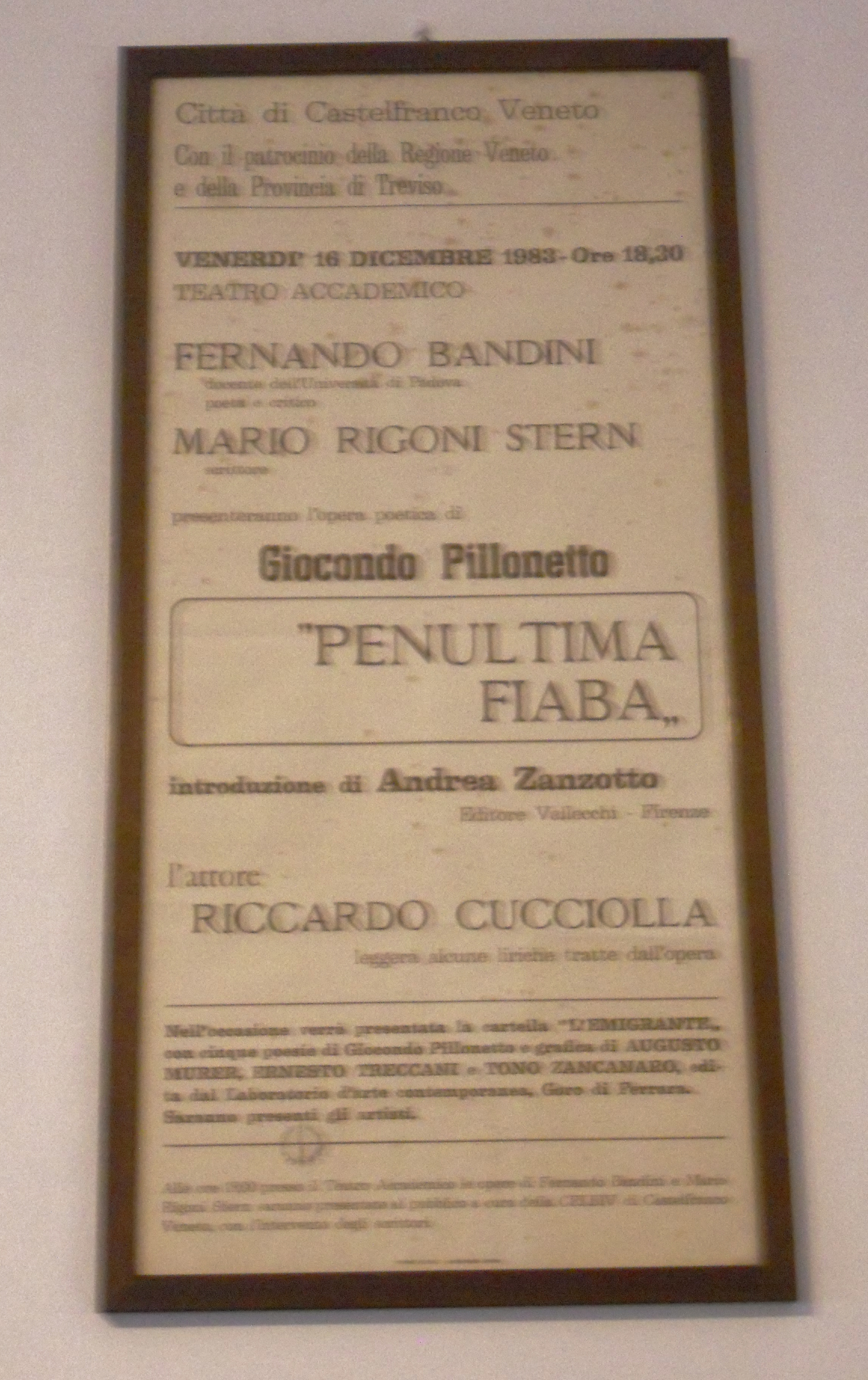
Penultima Fiaba

Pillonetto appare legato, inoltre, agli echi della tradizione romantica italiana (non dimentica la lezione di Giacomo Leopardi) ma contemporaneamente guarda al decadentismo (D'Annunzio e Pascoli soprattutto per certi giochi fonici sottili). Nella sua poesia, c'è qualcosa di più, che deriva proprio da un senso di un'infinita distanza, in cui egli voleva proiettare la contemporaneità, perché le cose di cui parla erano cose che egli vedeva sotto i propri occhi. La sua, quindi, era un'operazione esattamente contraria a quella che si stava facendo in quel tempo in certi ambienti culturali. Infatti, mentre egli scriveva, in termini così eternizzanti, cose che erano della realtà quotidiana, "nei salotti ufficiali" si voleva fare l'operazione opposta, cioè rendere tutto a livello del quotidiano e del prosastico.

Le motivazioni, sia umane, sia letterarie, di questa autentica partecipazione poetica devono essere ricercate anche nell'esclusione, perché solo attraverso la "catastrofe" dell'esclusione che in Pillonetto diventa addirittura paradossale, si riesce a capire perché tra i suoi frammenti si leggono infiniti silenzi; nella sua produzione si avverte chiaramente tutto il peso di questo immenso silenzio, sentito come rifiuto costante e continuo»
(Andrea Zanzotto)

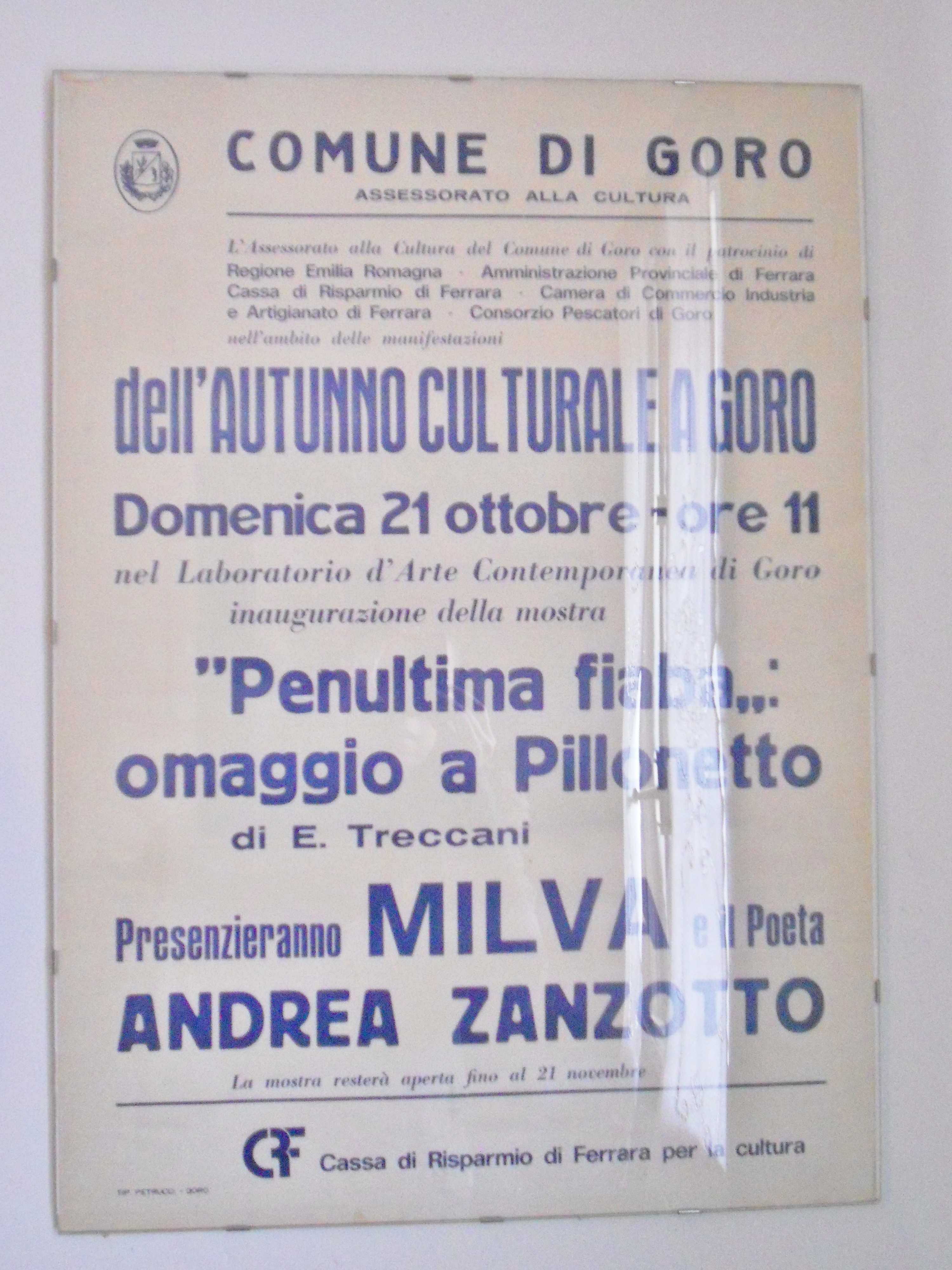
Omaggio a "Penultima Fiaba" di Giocondo Pillonetto

Pause meditative, di riflessione e di revisione del lavoro fatto, confermano la fedeltà di Pillonetto all'arte poetica e la serietà con cui visse l'ispirazione, avvertita come una necessità, un'urgenza, un bisogno di fermare in pochi versi uno stato d'animo, un sentire interiore. Ma la poesia non è solo questo, e Pillonetto, studioso e conoscitore qual era della letteratura, lo sapeva benissimo: sapeva che dietro i versi c'è tanta tecnica, tanto labor limae, infatti sentiva la necessità di rivedere continuamente le liriche già scritte e questo è dimostrato dal fatto che molte sue poesie riportano in calce più di una data di composizione.
La perdita della madre fu vissuta dal poeta come un abbandono e lo rese particolarmente sensibile ad altre separazioni, ad altri abbandoni, come l'allontanarsi dalla propria terra. Ammira molto la figura dell'emigrante che si porta in luoghi lontani in cerca di un avvenire migliore. Molte sono infatti le poesie dedicate a questa uomini, e con essi il poeta si identifica conscio del fatto che non si può capire la realtà con il ragionamento, ma soltanto immedesimandosi con essa.

Il suo emigrante, però, non è l'emigrante di un qualsiasi lacerato paese dell'Italia post bellica ma è l'emigrante stagionale di Sernaglia che lascia il suo borgo natio per portarsi, verso la metà del mese di Febbraio, nelle prospere regioni della mittel Europa per poi farvi ritorno, non senza problemi, nei mesi invernali.

Il ritorno, infatti, di questi uomini coraggiosi non sempre era visto positivamente dai compaesani perché questi ultimi avevano, intanto, organizzato la vita sociale del paese non contemplando l'agognato ritorno dei fuoriusciti.
corrotti dal gelo delle rotaie

finalmente potrai baciare

i volti dei tuoi bimbi

ancor freddi del gelo

delle infinite rotaie

ancor freddi della dimenticanza

del padre.»
(Giocondo Pillonetto, All'emigrante-5)

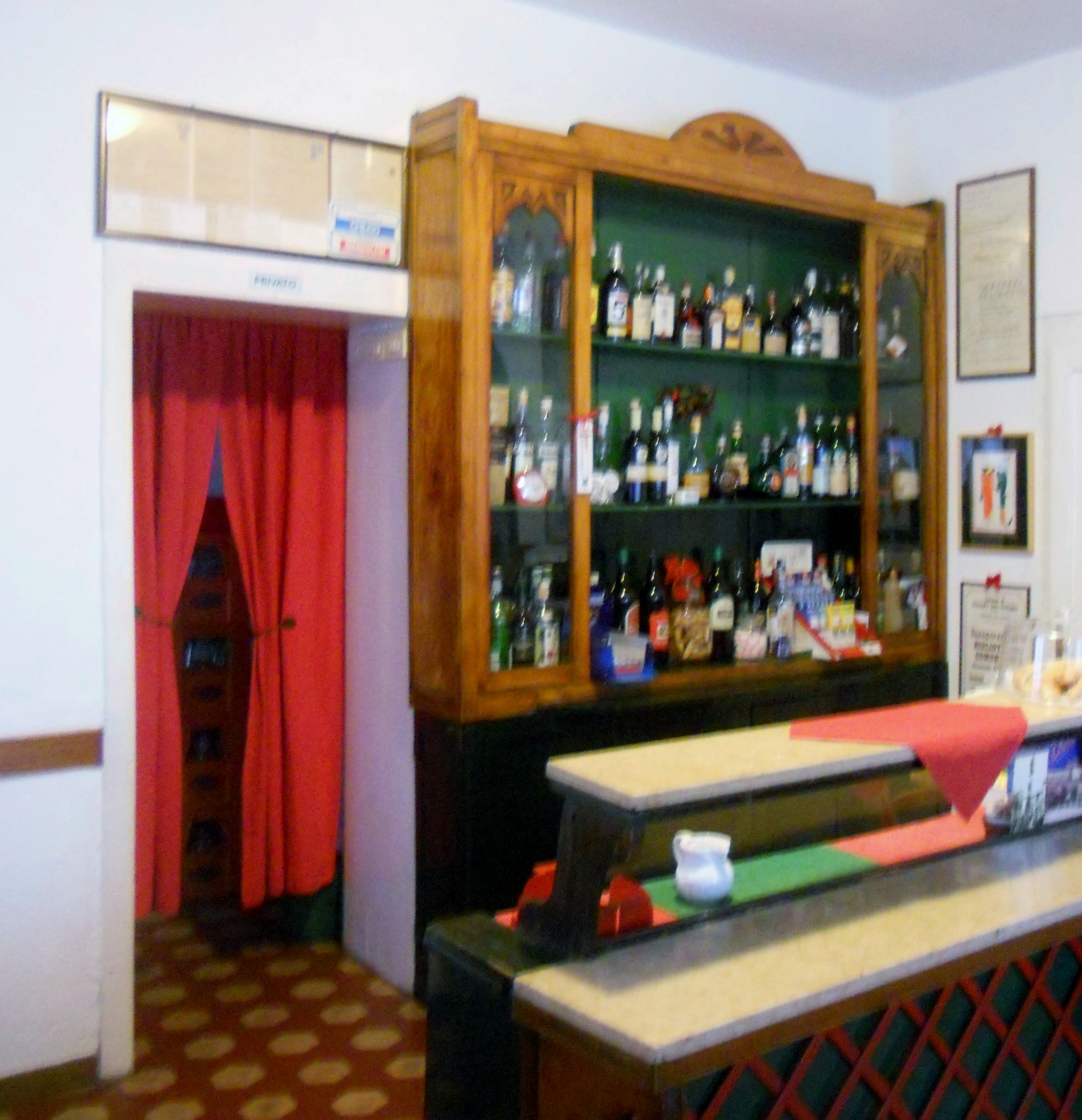
Bancone dell'osteria di Giocondo Pillonetto

Eppure ciò che usciva dalla sua penna, quel suo avvertire la realtà, quei tratti dell'emigrante, fermati in pochi versi, hanno una forza tale che possono considerarsi universalmente validi.

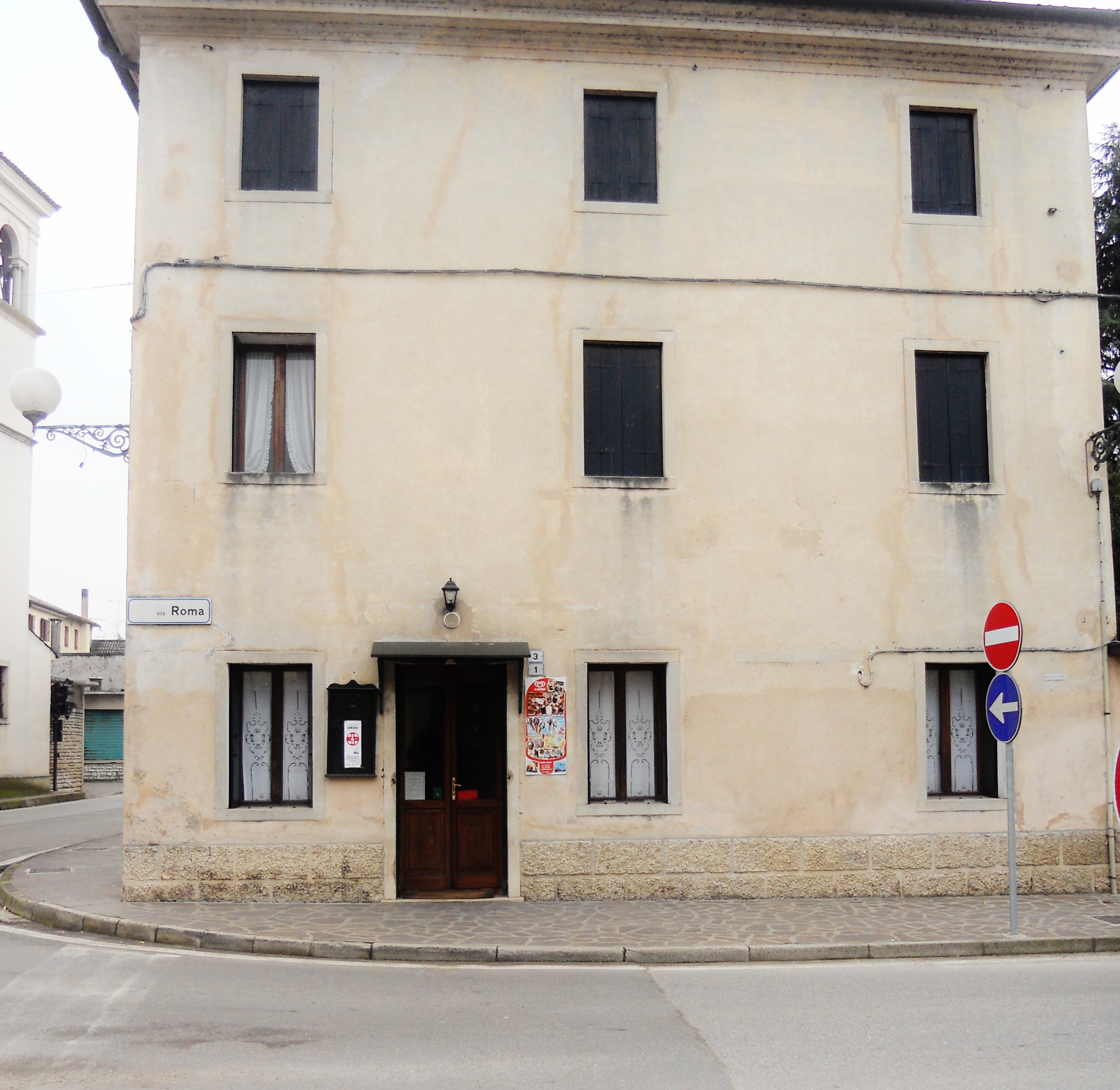
L'osteria avviata da Giocondo Pillonetto nell'aprile del 1948

Persona riservata qual era, Giocondo Pillonetto non amava parlare della sua vena poetica, di quel cantuccio, nel retro della sua osteria, dove soleva rifugiarsi quando sentiva la necessità di mettere in versi il suo lato più vero, quello capace di tracciare, con pochi versi, i volti delle persone che passavano per il suo caffè. Aveva una particolare abilità di cogliere in profondità, nelle vicende del luogo, gli umori di un'epoca caratterizzata dagli stenti e dal fenomeno migratorio.

La sua esistenza era trascorsa, in apparenza, nel servire con distacco, anche se sempre cordialmente gli amici e i compaesani che capitavano nel suo bar.

Ma capì che forse poteva leggere il mondo anche osservandolo da dietro il piccolo bancone di quell'osteria, anzi, lo poteva fare in modo più approfondito perché, a contatto con "gli avventori del suo caffè" s'imparava a vedere non più il lato arcadico della vita, ma quello realistico della fatica, del sudore della fronte versato per tirare avanti in tempi così tristi.

Un'osteria, quella di Pillonetto, dove si ritrovavano i contadini e chi la terra non la possedeva e per questo era costretto a migrare, con le proprie singolarità, con i "loro estri selvaggi", che gli consentirono di gustare il sapore di un'antica civiltà che si può avvertire solo stando a contatto con la parte più vera della società.

Giocondo Pillonetto, di questa società, riporta qualcosa che va ben oltre la descrizione e ci fa capire che quella vita, anche se grama, anzi, forse proprio per questo, ha qualcosa di veramente forte che l'uomo comune, il borghese, non riesce a trattenere per sé e la disperde andando dietro alla modernità:

"Egli tende a risolvere ogni elemento della realtà nel giro proprio della poesia, nella effettualità labile e pur ferma del testo, che rimane affidato alla propria grazia, tra levità e gravitas, rivolto comunque verso un altrove". (Andrea Zanzotto, in "Penultima fiaba", Canova edizioni, Treviso, 2002).
I sogni dell'ombre.

Ma la luce del giorno

È invecchiata ancora di un giorno.

Ma forse v'è ancora

Qualcosa

Di là della luce del giorno.»
(Giocondo Pillonetto, Mezza Estate III)
Pillonetto compone dal 1935 al 1976, quindi un arco di tempo abbastanza ampio (quarantun'anni), eppure la sua produzione poetica consta di poche centinaia di versi, raccolti in un unico volumetto dal titolo "Penultima fiaba", ma questo è dovuto proprio al fatto che è stato certamente una personalità distante ma anche un protagonista, per quanto segreto, fedele a un'idea di poesia come impegno assoluto e che nello stesso tempo è costretto a disgregarsi, invece, in una contraddizione continua, e che era minato proprio all'interno, da questi enormi silenzi, causati dalla meditazione e dalla necessità della separazione. Per capire ciò che avveniva intorno a lui, infatti, occorreva che ci si portasse verso l'esterno, in uno spazio che è, per definizione, atemporale.

"Le sue esitazioni sono state continue, infinite, derivanti da un eccessivo sentimento di autocritica che spiega il perché del suo silenzio, della sua convinta e non dolente volontà di apparire a parabola compiuta, fosse pure con pochi frammenti ma tali da dargli una forma di sicurezza di non aver perso il contatto con quell'altezza, quella necessità, quell'autosufficienza totale che nella poesia gli era da sempre apparsa". (Andrea Zanzotto, in "Penultima fiaba", Canova edizioni, Treviso, 2002).

Nonostante le frequenti insistenze dell'amico Zanzotto affinché pubblicasse le sue liriche, Pillonetto si mostrava sempre restio a farlo, perché era uno spirito critico soprattutto nei confronti di sé stesso, non amava essere in prima pagina.

Anche Toti Dal Monte che già conosceva, lo stimolò a pubblicare i suoi scritti, ma per volere del destino ciò non si concretizzò poiché un'inattesa malattia pose fine ai suoi giorni.

## Opere

### Le poesie edite:Penultima Fiaba
Nella poesia di Pillonetto c'è un motivo che permea di sé quasi tutta l'opera, un motivo di comissiana memoria cioè il suo rapportarsi con la natura che, a volte, è fatto di pace, di idillio, di speranza e di gioia (Stagioni felici), altre volte invece fa respira scoramento, sconfitta e dolore (Stagioni tristi) ma che comunque è sempre legato al suo vissuto in un ambiente di provincia, è legato a un'agricoltura povera e di sussistenza.

In "Le stagioni tristi", versi scritti tra il 1935 e il 1938, sembra che Pillonetto volesse anticipare gli anni della guerra: "una primavera con rami stecchiti dal vento senza ricordo di sole; un'estate con sangue sull'alba fredda, un autunno dove al volgere delle stelle soccombe il pendio tetro del nostro presente, e un inverno con torbidi ghiacci che galleggiano in un rivo senza voce". (Mario Rigoni Stern, in "Penultima fiaba", Canova edizioni, Treviso, 2002).

La natura è avvertita come elemento ineluttabile e fonte di ispirazione poetica.
al volver delle stelle

il pendio tetro del nostro presente.»
(Giocondo Pillonetto, Le stagioni tristi, Autunno)
"Come in un paesaggio condensato di Jacopo Bassano, ritroviamo le stagioni e gli uomini della nostra terra: le stagioni felici di un'estate con il sussurro delle api; un autunno con un grappolo come fiere su tempia di fanciulla; una primavera con i fiori del pesco che tinge di rosa le nevi lontane; e un inverno con la neve che fiocca, e i fuochi dei meati: sono immagini che sempre i poeti hanno cantato, anche i greci e Virgilio, ma dette a noi, così, da Giocondo Pillonetto, acquistano un sapore nostro, veneto, anche se universale.

La natura si trasforma così per Pillonetto in un rifugio ideale, mitico; si ha quasi l'impressione che lo spirito di Virgilio si sia reincarnato nel Nostro, per il senso di pace e di conforto che essa stimola in lui. A volte però è costretto a fare i conti con la solitudine, che invade il suo animo di tristezza.

"La natura è presente nel suo trascorrere ciclico ineluttabile, al di sopra e al di là del destino dell'uomo". (Luigi Milone, in "Penultima fiaba", Canova edizioni, Treviso, 2002).

Nelle liriche dedicate alle stagioni sono evidenti i rimandi al Pascoli, soprattutto per certi ritmi immaginativi, ma Pillonetto non opera mai una sterile 'imitatio', infatti, ogni volta reinventa e riqualifica lo stesso linguaggio.

In "Estate", pur non registrando petrarchismi c'è comunque un lessico aulico.

In "Autunno", sebbene il lessico resti alto, c'è una maggiore apertura verso l'ermetismo.
Altro tema molto sentito dal poeta sernagliese, tanto da dedicargli ben cinque liriche, è l'emigrazione. È con i versi dedicati agli emigranti che Pillonetto, come scrive Zanzotto, "raggiunge una purezza, un'intensità, un equilibrio raro dell'espressione".

Il suo tanto parlare di emigranti era dovuto ad una partecipazione accorata a quella che considerava una vera piaga sociale, che interessava molti suoi compaesani, che si vedevano costretti a portarsi in terre lontane per poter trovare una fonte di sostentamento per le loro famiglie.

La cosa che più di ogni altra straziava il cuore del poeta era il ritorno di questi uomini nelle loro case, quando i figli, lasciati molti mesi prima, non riconoscevano più il padre.

Eventi questi che hanno visto come protagonisti anonimi lavoratori, sconosciuti proletari tranne a chi, attento osservatore dei sentimenti umani, per loro si è speso ed ha sempre avuto orecchi per la loro tenue voce, perché, nella realtà dei fatti, sono quelli che hanno fatto grande i nostri paesi e che hanno impresso il movimento al carrozzone della vita.
non come creatura umana

ma come fronda

di semplice siepe

dalla povera vita.»
(All'emigrante-1)
anche la morte

è buona mercede

ed è l'ultimo sogno immacolato...»
(All'emigrante-4)
oltre l'ombre

per la tua buona sembianza...»
(All'emigrante-3)
La sua opera, ricca di suggestioni e di echi letterari che spaziano dai crepuscolari ai postsimbolisti francesi, raggiunge esiti poetici senz'altro tra i più felici della lirica contemporanea.

### Le prose e gli inediti:Germoglia il silenzio
Nel dicembre 2020 è uscito per De Bastiani Editore, col finanziamento del comune di Sernaglia della Battaglia, il libro Germoglia il silenzio. Vita di Giocondo Pillonetto di Giuliano Galletti e Paolo Steffan. Gli autori, attraverso una vasta mole di citazioni e materiali inediti, hanno ricostruito il vissuto del poeta utilizzando diari giovanili, taccuini della maturità e inediti poetici: a quarant'anni dalla morte di Pillonetto si è così tornati a parlare della sua vicenda, andando per la prima volta a chiarirne la specificità nel quadro della storia del Novecento, a partire dalla leggenda del «poeta segreto» resa celebre dal racconto omonimo di Rigoni Stern.